# Musca consobrinus
Musca consobrinus är en tvåvingeart som först beskrevs av Curtis 1835.  Musca consobrinus ingår i släktet Musca och familjen spyflugor. Inga underarter finns listade i Catalogue of Life.